# Sultana Gevherhan
Sultana Gevherhan (în turca otomană: کوھرخان سلطان ‎; n. 1605, Constantinopol, Imperiul Otoman – d. 1631, Constantinopol, Imperiul Otoman) a fost o prințesă otomană, fiica sultanului Ahmed I și a Sultanei Kösem, sora vitregă a lui Osman al II-lea și sora sultanilor Murad al IV-lea și al lui Ibrahim I.